# Vollständige algebraische Varietät
Eine vollständige algebraische Varietät ist in der algebraischen Geometrie das Analogon zu einer kompakten Mannigfaltigkeit in der Differentialgeometrie. Eine algebraische Varietät ist also vollständig, wenn sie gewisse „kompakte“ Eigenschaften hat.

## Definition
Sei {\displaystyle X} eine algebraische Varietät, sodass für alle Varietäten {\displaystyle Y} die Projektion {\displaystyle \pi _{Y}\colon X\times Y\to Y} bezüglich der Zariski-Topologie eine abgeschlossene Abbildung ist, das heißt für eine Zariski-abgeschlossene Teilmenge {\displaystyle A\times B\subseteq X\times Y} ist auch {\displaystyle \pi _{Y}(A\times B)\subseteq Y} abgeschlossen. Dann heißt {\displaystyle X} vollständig.

## Beispiele
Das wichtigste Beispiel vollständiger Varietäten sind projektive Varietäten. Affine Varietäten sind hingegen nur dann vollständig, wenn sie endlich sind. Mit größerem Aufwand lassen sich auch Beispiele von nicht projektiven vollständigen Varietäten konstruieren. Beispiele sind etwa singuläre nicht-projektive vollständige Flächen oder glatte vollständige nicht-projektive dreidimensionale Varietäten.

## Vererbung der Vollständigkeit
Die Eigenschaft der Vollständigkeit bleibt unter gewissen Konstruktionen erhalten. So gilt etwa:
- Abgeschlossene Untervarietäten vollständiger Varietäten sind vollständig.
- Vollständige Untervarietäten von Varietäten sind abgeschlossen.
- Produkte vollständiger Varietäten sind vollständig.
- Bilder von vollständigen Varietäten unter Morphismen sind abgeschlossen und vollständig.[12][13]

## Eigenschaften vollständiger Varietäten

### Reguläre Funktionen vollständiger Varietäten
Die regulären Funktionen zusammenhängender vollständiger Varietäten sind gerade die konstanten Funktionen.

### Vollständigkeit erzwingt teilweise Projektivität
Vollständige quasiprojektive Varietäten, vollständige Kurven und glatte vollständige Flächen sind projektive Varietäten.

### Satz von Nagata
Auf Masayoshi Nagata geht das folgende Einbettungsresultat zurück:
Jede Varietät kann als offene Teilmenge dicht in eine vollständige Varietät eingebettet werden.

### Borelscher Fixpunktsatz
Für die Theorie algebraischer Gruppen ist der folgende Fixpunktsatz relevant:
Operiert eine zusammenhängende auflösbare algebraische Gruppe auf einer vollständigen nichtleeren Varietät über einem algebraisch abgeschlossenen Körper, so existiert ein Fixpunkt.

## Ähnliche Begriffe

### Zusammenhang mit Kompaktheit
Mit der folgenden Charakterisierung der Kompaktheit eines Hausdorffraums wird der Zusammenhang zur Vollständigkeit einer algebraischen Varietät deutlich:
Ein Hausdorffraum {\displaystyle X} ist genau dann kompakt, wenn für alle topologischen Räume {\displaystyle Y} die Projektion {\displaystyle \pi _{Y}\colon X\times Y\to Y} bezüglich der Produkttopologie auf {\displaystyle X\times Y} eine abgeschlossene Abbildung ist.

### Zusammenhang mit eigentlichen Morphismen
Die den vollständigen Varietäten entsprechenden Morphismen sind die eigentlichen Morphismen. Daher werden vollständige Varietäten zum Teil auch als eigentliche Varietäten bezeichnet. So ist jeder Morphismus, der auf einer vollständigen Varietät definiert ist, ein eigentlicher Morphismus und eine Varietät ist gerade dann vollständig, wenn der konstante Morphismus von der Varietät auf einen Punkt ein eigentlicher Morphismus ist.